# Vuoppejukke
Vuoppejukke är ett tio kilometer långt vattendrag i Sorsele och Storumans kommuner, Västerbottens län. Vattendraget är drabbat av miljögifter och har Umeälven som huvudavrinningsområde.